# تلخاب نظر
تلخاب نظر، روستایی از توابع بخش آبژدان شهرستان اندیکا در استان خوزستان ایران است.	

## جمعیت
این روستا در دهستان آبژدان قرار دارد و براساس سرشماری مرکز آمار ایران در سال ۱۳۸۵، جمعیت آن ۵۰۲ نفر (۸۹خانوار) بوده‌است.